# Makemake
Makemake [mákemáke] ali (136472) Makemake (simbol: ) je pritlikavi planet v Kuiperjevem pasu. Preden je dobil uradno ime, so ga imenovali tudi Velikonočni zajček. Odkril ga je Michael Brown s sodelavci. Začasna oznaka je bila (136472) 2005 FY9. V letu 2008 je dobil uradno ime po božanstvu stvarjenja v skladu s priporočili Mednarodne astronomske zveze. Makemake ima ime po stvarniku človeštva iz mitov na Velikonočnih otokih. Tako so ohranili povezavo z Veliko nočjo.
Makemake so uvrstili med plutoide v juliju 2008.

## Odkritje
Pritlikavi planet Makemake je bil odkrit 31. marca 2005. Odkrila ga je skupina astronomov, ki jo je vodil Michael Brown. To je bilo istega dne, kot so odkrili tudi dve zelo veliki čezneptunski telesi Haumea in Erido. Začasno oznako 2005 FY9 je dobil ob odkritju. Skupina, ki pa je sodelovala pri odkritju ga je imenovala Velikonočni zajček, ker so ga opazili kmalu po Veliki noči. Niso ga odkrili že prej zaradi njegove oddaljenosti od ekliptike (ima velik naklon tira). Večina iskalcev večjih teles išče nova telesa v bližini ekliptike, ker je tam večja verjetnost, da jih bodo našli. V času odkritja je bil zelo blizu galaktičnega ekvatorja. To je prav tako onemogočalo odkritje, ker je v ozadju preveč zvezd.

## Značilnosti
Pritlikavi planet Makemake je trenutno za Plutonom najsvetlejše telo v Kuiperjevem pasu. V opoziciji je imel navidezno magnitudo 16,7, nahajal pa se je v ozvezdju Berenikini kodri. Velikost samega telesa ni natančno znana. Ocene, ki so jih naredili z uporabo Vesoljskega teleskopa Spitzer (teleskop dela v infrardečem področju) v primerjavi s Plutonom, kažejo da bi lahko imel premer okoli 1.500+200-100km. To je malo več kot asteroid Haumea. Tako je Makemake je tretje največje čezneptunsko telo za Erido in Plutonom. Makemake je četrti priznani pritlikavi planet v Osončju. Njegova absolutna magnituda je -4,8, kar potrjuje, da je dovolj velik, da je dosegel hidrostatično ravnotežje, kar je eden izmed pogojev, da je telo pritlikavi planet. Površina pritlikavega planeta Makemake je v vidnem in infrardečem delu spektra podobna površini Plutona. V vidnem delu izgleda rdeč (Erida pa ima nevtralno bravo). Infrardeč spekter kaže na prisotnost metana (CH4), podobno kot na Plutonu in Eridi. Verjetno ima prozorno atmosfero, podobno kot Pluton v periheliju. Spektralna analiza kaže tudi na velika zrna kristalov metana (velikih tudi do 1 cm) in na prisotnost etana, ki verjetno nastaja s fotolizo metana. Za razliko od Plutona in Eride, Makemake kaže malo verjetnosti, da bi imel tudi dušik na površini. Makemake nima naravnih satelitov (lun).

## Tir
Makemake se uvršča med klasična telesa Kuiperjevega pasu, ki so v področju pasu na razdaljah od 42 do 48 a. e. Ta telesa so tako daleč od Neptunovega tira, da ne čutijo njegovega vpliva tako kot plutini. Njegov tir je zelo podoben tiru asteroida Haumea. Ima zelo nagnjen tir (29°), zmerno izsrednost (~ 0,16). Mednarodna astronomska zveza je 24. avgusta 2006 objavila definicijo planeta, po kateri so določene tri vrste teles, ki krožijo okrog Sonca. Prva vrsta teles so mala telesa Osončja. To so telesa, ki imajo tako majhno maso, da njihova oblika ni okrogla. Druga vrsta teles so pritlikavi planeti, ki imajo dovolj mase, da se preoblikujejo v približno okroglo obliko, niso pa dovolj veliki, da bi počistili tir (odstranili manjša telesa). Tretja vrsta so planeti, ki so dovolj veliki, da imajo skoraj okroglo obliko in na tiru nimajo več manjših teles. Med pritlikave planete torej spadajo Pluton, Erida in Cerera. 11. junija 2008 pa je Mednarodna astronomska zveza posebni podrazred pritlikavih planetov z imenom plutoidi. To so pritlikavi planeti, ki so tudi čezneptunska telesa. Tako Erida in Pluton spadata v podrazred plutoidov, Cerera pa ni plutoid. Med plutoide se lahko prišteva Makemake in Haumea. Mednarodna astronomska zveza je 11. julija 2008 proglasila za plutoid. Tako je Makemake pritlikavi planet in plutoid.